# Katastrofa lotu Emery Worldwide 17
Katastrofa lotu Emery Worldwide 17 – katastrofa lotnicza, która wydarzyła się 16 lutego 2000 roku w Sacramento w Kalifornii. DC-8 należący do towarowej firmy Emery Worldwide tuż po starcie ostro podniósł dziób. Kilka chwil później maszyna spadła na złomowisko samochodowe, ok. 1,5 km od lotniska, Wszyscy trzej członkowie załogi zginęli. Przyczyną katastrofy była źle wykonana naprawa popychacza znajdującego się w sterze wysokości, który zablokował się podczas startu.

## Samolot
Samolotem, który uległ katastrofie był 32-letni McDonnell Douglas DC-8 należący do amerykańskich linii Emery Worldwide Airlines z numerami rejestracyjnymi N8079U.

## Przebieg lotu
Lot 17 firmy Emery Worldwide prowadził z Reno w Nevadzie do Dayton, jednak kapitan Kevin Stables, oficer George Land oraz mechanik Russell Hicks zatrzymali się w Sacramento na pobór towarów. Piloci kołowali do pasa około 10 minut. Kapitan Stables rozpoczął rozbieg o 19:47 czasu lokalnego. Zanim osiągneli prędkość V1, drugi pilot Land sprawdził, czy stery działają prawidłowo. Gdy pierwszy oficer ogłosił komendy V1 i rotacja, wszystko szło normalnie, jednak po starcie coś było nie tak. Samolot coraz bardziej zadzierał dziób. Tuż po starcie samolot niebezpiecznie przechylił się w lewo. Piloci próbowali opuścić nos, jednak musieli odpychać wolant stopami, żeby wyrównać. Kapitan powiedział do kontrolera: „Emery 17, zgłaszam awarię”. Wtedy maszyna zaczęła spadać. Samolot naprzemiennie wznosił się i opadał. Mechanik Hicks maksymalnie zwiększył moc silników. Kapitan Stables podjął decyzję o powrocie na lotnisko Mather. Załoga rozpoczęła zakręt w lewo w kierunku pasa startowego. Samolot znajdował się już tylko 2 kilometry od lotniska, gdy nagle znów zaczął opadać. Obaj piloci próbowali wyciągnąć maszynę z nurkowania, jednak zanim im się udało, DC-8 spadł na złomowisko samochodowe. Wszyscy członkowie załogi zginęli.

## Przyczyny katastrofy
Badaniem przyczyn katastrofy lotu 17 miała się zająć Narodowa Rada Bezpieczeństwa Transportu (NTSB). Oficjalny raport w sprawie wypadku wydano dopiero 3 lata po katastrofie. Było w nim opisane, że bezpośrednią przyczyną katastrofy w Sacramento była awaria popychacza, który odpowiadał za prawidłowe działanie steru wysokości. Podczas śledztwa dowiedziano się, że kilka miesięcy przed katastrofą, DC-8 linii Emery przechodził całkowity remont. Mechanizm poruszający sterem wysokości został rozłożony, wyczyszczony i ponownie złożony. Za wszystkie naprawy feralnego samolotu była odpowiedzialna firma TTS, która działała w stanie Tennessee. Śledczy dowiedzieli się również, że podczas napraw w Tennessee popełniono błąd, który mechanik naprawił w bazie linii Emery Worldwide – Dayton. NTSB nie jest w stanie powiedzieć, czy błąd popełniono w firmie TTS czy w Emery, ale wiadomo, że któryś z mechaników składając popychacz, zapomniał nałożyć zawleczki, która zapobiegała samoczynnemu odkręceniu się nakrętki ze śruby.
Ustalono, że bez zawleczki nakrętka odkręciła się, a śruba zaczęła się wysuwać. Śledczy z NTSB założyli, że śruba wysunęła się około 7 minut przed lądowaniem w Sacramento, jednak samolot się zniżał i nie utrudniało to kapitanowi Stablesowi lądowania. Podczas startu, na statecznik poziomy i ster wysokości działały ogromne siły aerodynamiczne, który spowodowały zablokowanie popychacza. Zablokowanie popychacza spowodowało zakleszczenie steru wysokości w pozycji do wznoszenia. Przez to piloci nie mogli wyrównać lotu. Zakręt maszyny był najprawdopodobniej spowodowany tym, że zablokowała się tylko prawa część steru przez co samolot się przechylił.

## Następstwa
Po katastrofie w Sacramento, w 2001 roku FAA zamknęło działalność linii Emery Worldwide. Katastrofie lotu Emery 17 został poświęcony pierwszy odcinek z 18 serii kanadyjskiego serialu „Katastrofa w przestworzach” zatytułowany „Drobiazgowe Śledztwo”.